# Diocese de Aosta
A Diocese de Aosta (Dioecesis Augustana) é uma circunscrição eclesiástica da Igreja Católica na Itália, pertencente à Província Eclesiástica do Piemonte e à Conferenza Episcopale Italiana, sendo sufragânea da Arquidiocese de Turim. A sua sé episcopal está no Duomo de Aosta, na região administrativa do Vale de Aosta.

## Território
Em 2015 contava 125 mil batizados, numa população de 128 mil habitantes. As paroquias da diocese são 93. Da diocese faz parte toda a região administrativa do Vale de Aosta.

## História
Segundo a tradição, o primeiro bispo da cidade foi São Eustásio, no século V.
Em 1803, para o Governo Francés, a diocese foi suprimida com alguns monastérios. Foi reconstruìda em 17 de julho 1817 sendo sufragânea da Arquidiocese de Chambéry.
Sò em 1862 foi proclamada sufragânea da Arquidiocese de Turim.

### Santos
- Santo Anselmo de Aosta (1033-1109), Arcebispo Canterbury, nasceu em Aosta (só em 1833 se descobriu a sua existência).
- São Bernardo de Menton (1008) foi arcediacono di Aosta e fundador do monastério omónimo. Deu nome também à montanha Grande São Bernardo.

## Cronologia dos bispos do século XX
Bispos recentes:
|        | Nome                            | Período   | Notas                         |        |
| Bispos | Bispos                          | Bispos    | Bispos                        | Bispos |
| ------ | ------------------------------- | --------- | ----------------------------- | ------ |
|        | Franco Lovignana                | 2011-     | Atual                         |        |
|        | Giuseppe Anfossi                | 1994-2011 |                               |        |
|        | Ovìdio Lari †                   | 1968–1994 |                               |        |
|        | Maturino Blanchet, O.M.I. †     | 1946–1968 |                               |        |
|        | Francisco Imberti †             | 1932–1945 | Nomeado Arcebispo de Vercelli |        |
|        | Cláudio Ângelo José Calabrese † | 1920–1932 |                               |        |
|        | João Vicente Tasso, C.M. †      | 1908–1919 |                               |        |
|        | Augusto José Duc †              | 1872–1907 |                               |        |